# Josep de la Concepció
Fra Josep de la Concepció, nom religiós de Josep Ferrer (Valls, 1626 – Nules, 12 de febrer de 1690), anomenat “el Tracista” pels seus contemporanis, fou l'arquitecte classicista català més destacat de la seva època.

## Biografia i obra
El 1651 pren els hàbits com a frare carmelita descalç al convent de Sant Josep de Mataró. El 1652 professa com a tal. Al cap de pocs anys és nomenat tracista de la província del seu orde religiós.
La seva primera obra rellevant és la remodelació del nou Palau del Virrei a l'antiga Hala dels Draps a Barcelona (1663), que li dona fama fora de l'àmbit religiós. Fins llavors havia realitzat diverses obres a convents: Santa Anna a Énguera (1655), Sant Josep de Barcelona (1658), Sant Josep de Mataró (1660).
Després de 1663 rep encàrrecs d'obres civils: ampliació de l'ajuntament de Vic (1674), remodelació del castell de Cubelles (1673), projecte per a l'Antic Hospital de Reus (1674).
Continua la seva incessant activitat en diverses obres religioses: campanar de Sant Antoni a Vilanova i la Geltrú (1670), supervisió del retaule major de l'església de Santa Eulàlia d'Esparreguera (1670), Església de Santa Maria de l'Alba de Tàrrega (1672), capella de la Immaculada Concepció a la catedral de Tarragona (1673), remodelació de l'Església de Santa Maria de Mataró (1675), la connexió de la capella de Sant Oleguer amb la nau de la Catedral de Barcelona (1676), projecte per a la Seu Nova de Vic (1679) projecte per a la façana de la Catedral de Girona (1680), capella del Santíssim a l'església de Sant Pere de Reus (1688).
La seva activitat el portà a Madrid des de principis de la dècada dels setanta fins a 1674. El 1689 tornà a Madrid per perfeccionar la traça del convent de San Hermenegildo. Tornant de Castella, emmalaltí greument a Nules, on morí el 12 de febrer de 1690.

## Obres de Josep de la Concepció
| Any       | Nom                                                                                            | Ubicació                                                                | Descripció | Foto exterior | Foto interior |
| --------- | ---------------------------------------------------------------------------------------------- | ----------------------------------------------------------------------- | --- | ------------- | ------------- |
| 1655      | Convent de Santa Anna d'Énguera de carmelites descalços                                        | Énguera 38° 58′ 55″ N, 0° 41′ 16″ O / 38.98194°N,0.68778°O              | Adaptat com a centre cívic municipal |               |               |
| 1656      | Església i convent de Sant Rafael                                                              | La Selva del Camp                                                       | Actualment, col·legi CEIP Sant Rafael |               |               |
| 1658-1687 | Església de la Mare de Déu de Gràcia i de Sant Josep (noviciat dels carmelites descalços)      | Vila de Gràcia (Barcelona)                                              | Se'n conserva l'església; convent enderrocat el 1835                                                                                                 |               |               |
| 1660      | Convent de Sant Josep de carmelites descalços (avui Parròquia de Sant Joan i Sant Josep)       | Mataró                                                                  | En 1835 es destina a escoles i parròquia; restaurat el 1997                                                                                          |               |               |
| 1663-1668 | Remodelació del Palau del Virrei                                                               | Barcelona                                                               | Desaparegut el 1875 |               |               |
| 1663-1696 | Convent de Sant Jeroni i Sant Josep                                                            | Vic                                                                     | Desaparegut; les restes del claustre es traslladaren a Santa Magdalena de Conangle. El convent s'acabà en 1679, l'església en 1696.                  |               |               |
| 1664-1683 | Convent de la Mare de Déu del Miracle                                                          | Tortosa                                                                 | Desaparegut; enderrocat durant el segle XX |               |               |
| 1670      | Campanar de Sant Antoni Abat                                                                   | Vilanova i la Geltrú 41° 13′ 36″ N, 1° 43′ 25″ E / 41.22667°N,1.72361°E | |               |               |
| 1670      | Projecte per al tetaule major de l'església de Santa Eulàlia                                   | Esparreguera                                                            | Desaparegut |               |               |
| 1671      | Reforma del Palau Episcopal de Vic                                                             | Vic                                                                     | No se sap ben bé com va intervenir: probablement fes el pati i la façana meridional                                                                  |               |               |
| 1671-1685 | Nostra Senyora de Gràcia (Carmelites descalces)                                                | Caudiel                                                                 | Atribució incerta |               |               |
| 1672      | Església de Santa Maria de l'Alba                                                              | Tàrrega                                                                 | |               |               |
| 1673      | Capella de la Immaculada Concepció (Catedral de Tarragona)                                     | Tarragona 41° 13′ 36″ N, 1° 43′ 25″ E / 41.22667°N,1.72361°E            | |               |               |
| 1673      | Intervenció en la casa de Carles de Llupià                                                     | Segur                                                                   | Desaparegut |               |               |
| 1673-1674 | Reforma del castell                                                                            | Botarell                                                                | Desaparegut al segle XIX |               |               |
| 1673-1675 | Castell de Cubelles                                                                            | Cubelles                                                                | Reconstrucció de l'antic castell |               |               |
| 1674      | Ampliació de l'Ajuntament                                                                      | Vic                                                                     | Reforma de la planta i ampliació, i noves façanes |               |               |
| 1674      | Hospital de la Vila                                                                            | Reus                                                                    | Projecte; molt transformat i reutilitzat des de 1835, només se'n conserva la portada                                                                 |               |               |
| 1674-1688 | Església de Sant Feliu                                                                         | Torelló                                                                 | Façana refeta posteriorment |               |               |
| 1675      | Reforma de la nau de Santa Maria de Mataró                                                     | Mataró                                                                  | |               |               |
| 1675-1717 | Convent de la Sagrada Família                                                                  | Nules                                                                   | Se'n conserva l'església; el que quedava del convent carmelita, desamortitzat el 1835, s'enderrocà el 1976                                           |               |               |
| 1676      | Atri de la capella de Sant Oleguer (Catedral de Barcelona)                                     | Barcelona                                                               | Comunicació de l'antiga sala capitular i la catedral: és l'actual atri de la Capella de Sant Oleguer i del Santíssim                                 |               |               |
| 1676-1685 | Monestir de la Immaculada Concepció (Carmelites descalces)                                     | Mataró                                                                  | Atribució incerta. Desaparegut el 1936 |               |               |
| 1679      | Projecte per a la nova Catedral de Vic                                                         | Vic                                                                     | No realitzat |               |               |
| 1680      | Projecte per a la façana de la Catedral de Girona                                              | Girona                                                                  | No realitzat |               |               |
| 1682-1704 | Convent de Santa Teresa                                                                        | Balaguer                                                                | Desaparegut. Atribució incerta. Parròquia des de 1840, fou abandonat el 1936; en mal estat, s'enfonsà el 1996 i el 1999 se n'enderrocaren les restes |               |               |
| 1686      | Capella de Sant Teodor (Convent de Sant Llorenç)                                               | Tarragona                                                               | Desapareguda; convent enderrocat entre 1835 i 1934                                                                                                   |               |               |
| 1688      | Capella del Santíssim (Sant Pere de Reus)                                                      | Reus 41° 09′ 15″ N, 1° 6′ 35″ E / 41.15417°N,1.10972°E                  | |               |               |
| 1689      | Projecte per a la reconstrucció del convent de San Hermenegildo (actual parròquia de San José) | Madrid                                                                  | No realitzat; se n'aprofità algun element (potser les cúpules de les capelles)                                                                       |               |               |